# Kłobuck
Kłobuck é um município da Polônia, na voivodia da Silésia e no condado de Kłobuck. Estende-se por uma área de 47,46 km², com 13 061 habitantes, segundo os censos de 2016, com uma densidade de 275,2 hab/km².